# El Cóndor Pasa (âm nhạc)
El Cóndor Pasa (phát âm [el ˈkondoɾ pasa], tiếng Tây Ban Nha nghĩa là "Chim ưng bay qua") là một bản nhạc hòa tấu giao hưởng có nguồn gốc từ vở kịch nghệ Zarzuela El Cóndor Pasa, soạn bởi nhà soạn nhạc Peru Daniel Alomía Robles, viết vào năm 1913, dựa trên âm hưởng truyền thống âm nhạc Andes, đặc biệt là âm nhạc dân gian Peru.
Kể từ đó, ước tính trên khắp thế giới, có hơn 4.000 phiên bản của nhạc phẩm này đã được sản xuất, cùng với 300 bộ lời bài hát. Năm 2004, Peru tuyên bố bài hát này là một phần di sản văn hóa quốc gia họ. Nhạc phẩm này hiện được xem như là quốc ca thứ hai của Peru.
Phiên bản được nhiều người biết nhất của nhạc phẩm này là bài hát cover tiếng Anh vào thập niên 1970 do Simon & Garfunkel trình diễn trong album Bridge over Troubled Water của họ. Phiên bản này có tên là "El Cóndor Pasa (If I Could)".

## Phiên bản zarzuela gốc
Năm 1913, vở kịch nghệ zarzuela "El Cóndor Pasa" lần đầu tiên được trình diễn công khai tại Teatro Mazzi ở Lima. Toàn bộ vở kịch nghệ do nhạc sĩ Daniel Alomía Robles viết phần nhạc và được Julio de La Paz (bút danh của nhà viết kịch Limenian Julio Baudouin) viết phần lời. Vở kịch nghệ Zarzuela được viết theo dạng văn xuôi, bao gồm một vở nhạc kịch và hai vở diễn.
Riêng bản hòa tấu piano giai điệu nổi tiếng nhất của vở kịch này đã được đăng ký hợp pháp vào ngày 3 tháng 5 năm 1933 bởi The Edward B. Marks Music Corp. tại Thư viện Quốc hội Mỹ, dưới số hiệu 9643.

## Phiên bản Simon và Garfunkel
Năm 1965, nhạc sĩ người Mỹ Paul Simon lần đầu tiên nghe giai điệu này thông qua một phiên bản của ban nhạc Los Incas trong buổi biểu diễn tại Théâtre de l'Est parisien ở Paris mà cả hai bên đều tham gia. Simon kết thân với ban nhạc, sau đó thậm chí còn đi lưu diễn với họ và sản xuất album phiên bản Mỹ đầu tiên của họ. Ông đã xin phép ban nhạc để sử dụng bài hát trong quá trình sản xuất của mình.
Năm 1970, bộ đôi Simon & Garfunkel đã cover lại phiên bản của Los Incas, thêm vào đó một số lời bài hát tiếng Anh, sau đó thêm Paul Simon vào phần ghi công tác giả dưới tên bài hát "El Cóndor Pasa (If I Could)". Phiên bản nhạc cụ của Los Incas được sử dụng làm bản nhạc gốc. Họ đưa bài hát vào album Bridge over Troubled Water năm 1970. Simon & Garfunkel phát hành phiên bản của họ dưới dạng đĩa đơn tại Mỹ, đạt vị trí thứ 18 trên bảng xếp hạng Billboard Pop Singles và hạng 6 trên bảng xếp hạng Easy Listening, vào mùa thu năm 1970. Bản cover này đã đạt được thành công và nổi tiếng quốc tế.
Theo sự thành công của "El Cóndor Pasa (If I Could)", Perry Como sau đó đã phát hành bản cover phiên bản tiếng Anh của Paul Simon trong album It's Impossible của mình. Tỏng khi đó, Julie Felix cũng có được một phiên bản hit Top 20 của Vương quốc Anh, tận dụng quyết định của Simon & Garfunkel không phát hành phiên bản của họ dưới dạng đĩa đơn ở Anh.
Armando Robles Godoy cũng có phần lời Tây Ban Nha tham khảo theo phiên bản tiếng Anh của Paul Simon.

### Kiện bản quyền
Trong phiên bản của Simon & Garfunkel, Daniel Alomía Robles, Jorge Milchberg và Paul Simon hiện đều được liệt kê là nhạc sĩ, chỉ riêng Simon được liệt kê là tác giả của lời bài hát tiếng Anh. Vị trí của Daniel Alomía Robles ban đầu không được liệt kê là nhà soạn nhạc, bắt nguồn từ một lời giải thích nhầm lẫn của Jorge Milchberg, Giám đốc và thành viên sáng lập của Los Incas, người đã nói với Simon rằng bài hát được coi là một giai điệu dân gian Andes và chính Milchberg là đồng tác giả cũng như là người chịu trách nhiệm đăng ký của sáng tác.
Cuối năm 1970, Armando Robles Godoy, con trai của Daniel Alomía Robles, một nhà làm phim người Peru, đã đệ đơn kiện thành công bản quyền chống lại Paul Simon. Căn cứ cho vụ kiện mở rộng rằng bài hát được sáng tác bởi cha ông, người đã đăng ký bản quyền bài hát ở Hoa Kỳ vào năm 1933. Armando Robles Godoy nói rằng anh ta không có ác ý với Paul Simon vì điều mà anh ta coi là một "sự hiểu lầm" và một "sai lầm trung thực".
"Đó là một phiên tòa gần như thân thiện vì Paul Simon rất tôn trọng các nền văn hóa khác. Armando Robles Godoy nói rằng đó không phải là sự bất cẩn. "Anh ấy tình cờ nghe được bài hát ở Paris từ một nhóm Los Incas bản địa. Anh thích nó, anh đến xin phép ban nhạc và họ đã cung cấp cho anh thông tin sai. Jorge Milchberg nói với anh ấy rằng đó là một bài hát dân gian truyền thống từ thế kỷ 18 và không phải là sáng tác của cha tôi. Đó là một phiên tòa mà không có thêm phức tạp. "

## Di sản
Vào tháng 7 năm 2013, hiệp hội văn hóa Colectivo Cultural Centenario El Cóndor Pasa đã biên tập lại bản kịch gốc đã bị thất lạc trong một thời gian và xuất bản nó cùng với một đĩa CD chứa các đoạn hội thoại được ghi lại và bảy bản nhạc. Bản phục dựng từ bản nhạc gốc đã được nhà âm nhạc học Luis Salazar Mejía phục dựng lại với sự hợp tác của các nhạc sĩ Daniel Dorival và Claude Ferrier và sự hỗ trợ của nhà quảng bá văn hóa Mario Cerrón Fetta, và được phát hành lại vào ngày 14, 15 và 16 tháng 11 năm 2013 tại Teatro UNI tại Lima để kỷ niệm một trăm năm thành lập. Vở kịch nghệ Zarzuela bao gồm giai điệu nổi tiếng cùng tên, không có lời, dựa trên nền âm nhạc Andean truyền thống của Peru, nơi nó được công nhận là Di sản Văn hóa Quốc gia vào năm 2004.

## Vị trí xếp hạng
| Xếp hạng (1970)                     | Vị trí |
| ----------------------------------- | ------ |
| Báo cáo âm nhạc Kent của Úc         | 1      |
| Bảng xếp hạng đơn của Áo            | 1      |
| Bảng xếp hạng đơn của Bỉ (Flanders) | 1      |
| Bảng xếp hạng đơn Hà Lan            | 1      |
| Bảng xếp hạng đơn Đức               | 1      |
| New Zealand                         | 14     |
| Bảng xếp hạng đơn Tây Ban Nha       | 1      |
| Bảng xếp hạng đơn Thụy Sĩ           | 1      |
| Billboard Hot 100 của Hoa Kỳ        | 18     |
| Hộp tiền mặt hàng đầu của Mỹ 100    | 11     |
| Billboard US Easy Listening         | 6      |